# Rock cristià
El rock cristià és una forma de música rock popular de bandes i grups cristians, que sovint centren les lletres d'acord amb la fe cristiana. Molt de rock cristià té vincles amb la música cristiana contemporània, mentre que d'altres grups són més independents. El gènere rock cristià és més popular als Estats Units. Nasqué inicialment dins les esglésies evangèliques dels Estats Units, i a partir d'aleshores diverses bandes juvenils es formaren arreu del país i començaren a donar exemple a altres bandes que es fundaren a altres països.

## Història

### Resposta cristiana a la música rock (1950-1960)
El rock'n'roll no fou vist favorablement pels cristians més tradicionals i fonamentalistes, quan aconseguí gran popularitat entre els joves a partir de la dècada del 1950, tot i que el rock primitiu fou influenciat sovint per la música country i el gospel. La gent religiosa de moltes regions dels Estats Units no volien que els seus fills estiguessin exposats al que es veia com "música racial", amb insubordinats, amb una veu apassionada, riffs de guitarra forts i sons bruscs, ritmes hipnòtics... Sovint la música era obertament sexual en la natura, com en el cas d'Elvis Presley, qui creà polèmica en part pel seu comportament suggestiu rere els escenaris. Els cristians de l'Amèrica del Sud, o el sector més conservador, també veia amb crítiques aquell nou estil musical.
He Touched Me (1972) fou un àlbum de música gospel d'Elvis Presley que vengué més d'1 milió de còpies només als Estats Units, i guanyà tres premis Grammy. No se'n comptaren les recopilacions, era el seu tercer i últim àlbum dedicat exclusivament a la música gospel. La cançó He Touched Me fou escrita el 1963 per Bill Gaither, una cantant i compositora de gospel del sud i de música cristiana contemporània.
A la dècada del 1960, la música rock madurà artísticament, aconseguí gran popularitat arreu del món i s'associà amb la contracultura dels radicals. El 1966, el Beatles eren considerats com un dels grups més populars i influents de l'època, i tingué problemes al començament entre els seus fans americans, quan John Lennon, de broma, oferí la seva opinió que el cristianisme s'estava morint i els Beatles eren "més populars que Jesús ara". Les cançons de rock melòdic des dels seus inicis de la banda mai no havia estat vist com una cosa relativament ofensiva, però després de l'observació, les esglésies a tot el país organitzaren cremes de discs dels Beatles i Lennon es veié obligat a disculpar-se'n. A continuació, els Beatles experimentaren amb un estil psicodèlic més complex i amb lletres de cançons anti-bíbliques, mentre que els The Rolling Stones, cantant Sympathy for the Devil.
Durant aquella dècada continuà la Guerra del Vietnam, el moviment de drets civils, els aldarulls estudiantils de París i d'altres esdeveniments serviren com a catalitzadors per a l'activisme del jovent i la retirada política o de protesta, que s'associà amb grups de rock, o no foren obertament polítics. D'altra banda, molts consideraren la música com la promoció d'un estil de vida de promiscuïtat sexual, drogues i rock-and-roll, també es reflecteix en el comportament de moltes estrelles de rock. Tanmateix, hi ha un reconeixement creixent de les possibilitats musicals i ideològiques diferents. Tot d'innombrables noves bandes sorgiren a la segona meitat de la dècada del 1960, amb un rock més acord als estils de pop suau, una posició que podria gaudir d'un contínuum pràcticament fins al final del segle xx, quan el hip-hop, per acabar, eclipsà el rock.

### Arrels del rock cristià (1960-1980s)

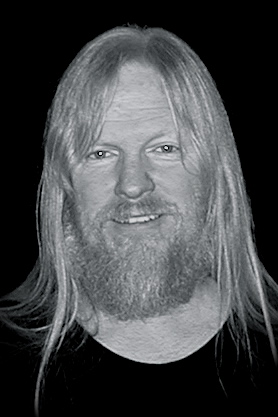
Larry Norman, fundador del rock cristià.

Possiblement la primera aparició documentada d'una banda de rock tocant a l'església és Mind Garaje el 1967, amb la seva Electric Liturgy, que fou finalment gravada per a la marca RCA el 1969 a l'estudi de Nashville Sound, sota la direcció de Chet Atkins. Tanmateix, Mind Garaje no és àmpliament conegut pels seus contemporanis.
Larry Norman era un músic de rock cristià popular que s'enfrontà a l'oposició sostinguda per alguns cristians conservadors que la música rock era anti-cristiana. Una de les seves cançons, Why Should the Devil Have All The good Music? (Per què Satanàs hauria de tenir tota la millor música?) esdevingué el pioner de la música rock cristiana. El primer àlbum, Randy Stonehill, fou gravat el 1971, amb l'ajut financer de Pat Boone. L'àlbum obtingué el primer lloc per la seva gran actuació en viu, fou gravat amb només 800 dòlars, i segons Stonehill, «sona cada centau seu». També fou un dels primers pioners en el moviment dels primers anys del rock cristià.

### 1990-present
La dècada de 1990 va veure una explosió del rock cristià. Moltes de les bandes populars cristianes de la dècada van ser catalogades com a "rock alternatiu cristià", incloent Jars of Clay, Newsboys, Audio Adrenaline i els àlbums posteriors de DC Talk. Fora dels països anglòfons, bandes com Oficina G3 (Brasil) i The Kry (Quebec, Canadà) han aconseguit un èxit moderat. Fins ara, Delirious? ha estat una de les bandes amb més èxit del Regne Unit.
A finals dels 90 i principis dels 2000, l'èxit d'actes d'inspiració cristiana com Skillet, Thousand Foot Krutch, Decyfer Down, Underoath, Kutless, Disciple, P.O.D., Switchfoot i Relient K va veure un canvi cap a l'exposició principal a l'escena del rock cristià. Entre les bandes populars de rock cristià de la primera dècada del segle XXI que van exemplificar aquesta tendència hi havia RED i Fireflight.
També hi ha algunes bandes catòliques com Critical Mass. Alguns grups de rock cristians ortodoxos orientals, la majoria de Rússia i la Unió Soviètica, van començar a actuar a finals dels anys vuitanta i noranta. Alisa i Black Coffee són els exemples més destacats. Les lletres cristianes ortodoxes d'aquestes bandes sovint es superposen amb cançons històriques i patriòtiques sobre el Rus de Kíev.

## Bandes notables

### De parla anglesa
| - 12 Stones -Post-Grunge/Hard Rock Alternatiu - 38th Parallel - Nu-Metal/Rapcore - Anberlin - Rock Alternatiu - BarlowGirl - Pop Rock - Building 429 - Rock Alternatiu - Creed - Hard Rock/Post-Grunge - Dead Poetic - Post Hardcore - Dogwood - Punk - East West - Nu Metal/Rapcore - Fireflight - Post-Grunge/Hard Rock Alternatiu - Flyleaf - Post-Grunge/Rock Alterentiu - FM Static- Rock Alternatiu - For Today - Hardcore - Guardian - Hard Rock - Hawk Nelson - Pop Punk/Rock - Hillsong United - Rock Alternatiu - Imari Tones - Hard Rock - Journey - Hard Rock - Jars of Clay - Rock Alternatiu - Kutless - Rock Alternatiu - Dead Artist Syndrome - Rock Gòtic | - Manafest - Nu-Metal/Rapcore - MercyMe - Rock Alternatiu - Nine Lashes - Rock Alternativo/Metal Alternatiu - Petra - Rock Alternatiu - Pillar - Post-Grunge/Hard Rock - P.O.D.(banda) - Rock Alternatiu/Metal Alternatiu - RED - Hard Rock - Relient K - Punk - Sanctus Real- Rock alternatiu/Power Pop - Seventh Day Slumber - Rock alternatiu/Hard rock - Skillet - Hard Rock Industrial/Post-Grunge - Soulfire- Pop Rock - Spoken - nu metal/rapcore/hardcore - Still Remains- metalcore - Stryper - Hard rock - Superchick - Pop Rock - Switchfoot - Indie Rock/Alternatiu - The Almost - Rock Alternatiu - The Letter Black - Hard rock/Post-grunge - Third Day - alternatiu - Thousand Foot Krutch - Hard/Rap Rock - Travail - Hardcore - Underoath - Post-Hardcore - Whitecross - Hard rock - Éowyn (banda) - Rock Alternatiu Gòtic - Leeland - Pop Rock |

### De parla hispana
| - Angelus Rock - Oficina G3 - Metamorffosis - F220 - Su presencia - Next+ (necesitamos experimentarte más) - DAM - Neocis - Drakma - La voz del desierto - Padre Jony - DeadSnake - Roca solida - Logos - Anillo de Dios - Vertical - Rescate - En Espíritu y en Verdad - Rojo - Exégesis - Micmas - La profecía - Rosa de Saron | - Peso Neto - Pescao Vivo - Kyosko - Puerto Seguro - Sacrificio - Escape - TercerPlano - Punto y Aparthe - Pablo Olivares - Inmortality Evolution - GeneraSión - Dkdencia No - Eclipse - Extraña Devoción - D-Mente - Punto Cruxial - LBE - Nueva Creación - Generación 12 - Voz de Trueno - Raza Pura - Raíz - Abner Hernández - Metróplis - 180 Grados - Michael Rodríguez - Benjamín Rodríguez - Valor Interior - Kenneth Rojas |